# Alberta (Alabama)

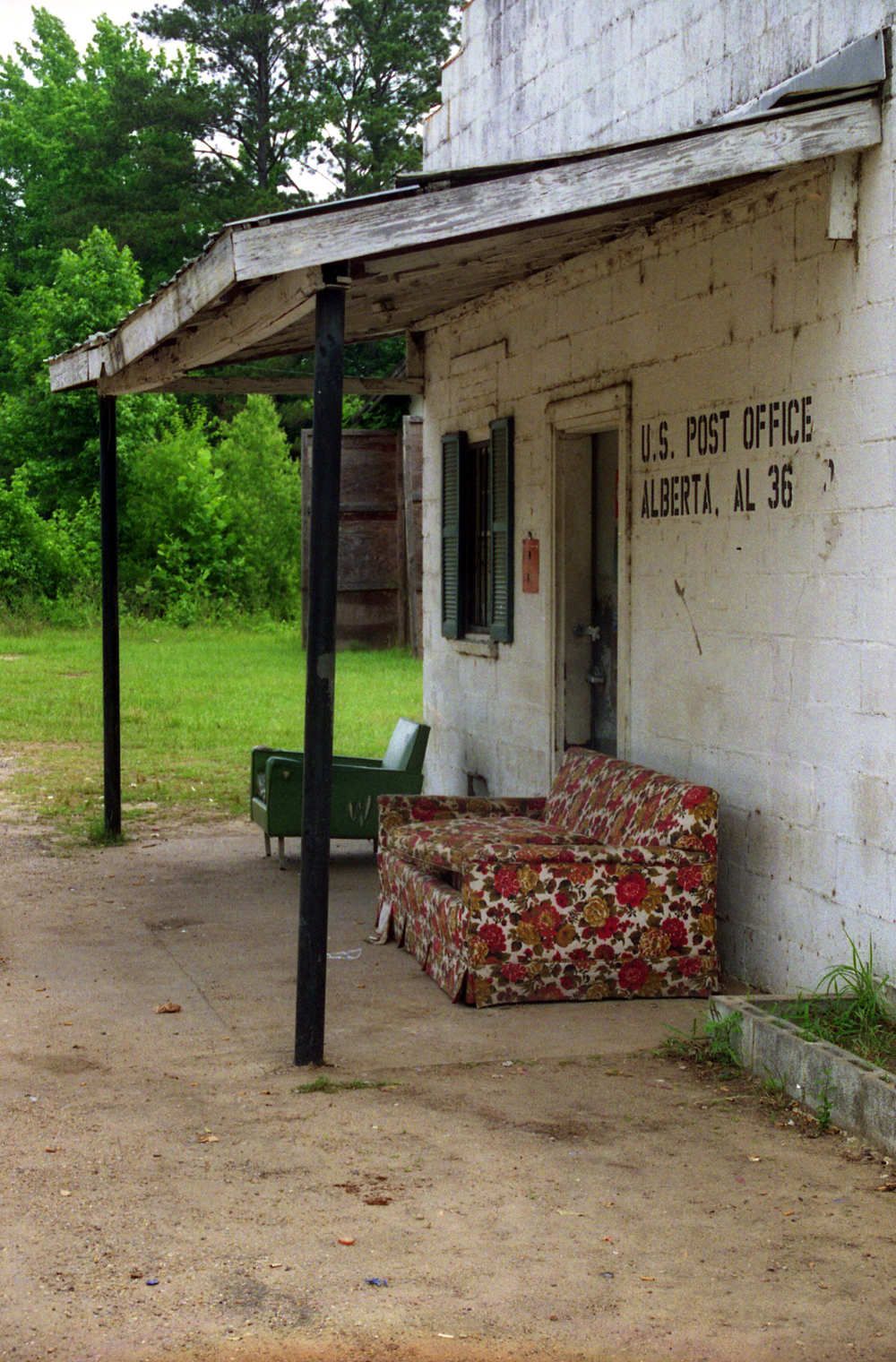
Antiga agência dos correios de Alberta.

Alberta é uma comunidade não incorporada no condado de Wilcox, no estado norte-americano do Alabama.

## Clima
O clima nesta região é caracterizado por verões quentes e úmidos e geralmente de invernos suaves a frios. De acordo com o sistema de classificação climática de Köppen-Geiger, Alberta tem um clima subtropical úmido, abreviado "Cfa" nos mapas climáticas.

## Pessoas notáveis
- Marie Foster, líder do Movimento dos Direitos Civis durante a década de 1960.[3]
- Joseph Smitherman, prefeito de Selma, Alabama durante 35 anos.[4]